# 萊蒙山
萊蒙山（Mount Lemmon）位於美國亞利桑那州土桑北部的科羅納多國家森林，海拔9,159英尺（2,792公尺），是聖卡塔利娜山脈的最高點。
萊蒙山以植物學家薩拉·普拉默·萊蒙（Sara Plummer Lemmon）的名字命名，她於1881年與丈夫以及當地牧場主E·O·斯特拉頓（E. O. Stratton）騎馬步行登上了山頂。萊蒙山也被托霍諾·奧哈姆（Tohono Oʼodham）稱為巴巴德·多阿格（Babad Do'ag）或青蛙山。
萊蒙山是美國大陸最南端的滑雪勝地。

## 外部連結
- . . United States Geological Survey.
- . SummitPost.org.
- NOAA "Mount Lemmon Forecast".
- David Leighton. . Arizona Daily Star. January 5, 2015.